# Andrzej Kocyan
Andrzej Kocyan (ur. 27 października 1937, zm. 16 sierpnia 1972) – polski skoczek narciarski, wicemistrz Polski.

## Kariera sportowa
Był zawodnikiem LKS Wisła Istebna. Jego największym sukcesem było wicemistrzostwo Polski na dużej skoczni w 1962.
Znajdował się w szerokiej kadrze przed mistrzostwami świata w 1962, jednak złamał rękę. Karierę zakończył w 1965, następnie pracował jako trener w LKS Wisła Istebna. Zmarł śmiercią samobójczą.
Jego młodszym bratem jest Józef Kocyan.